# بيير بريتون
بيير بريتون هو سياسي كندي، ولد في 3 أكتوبر 1966 في غرانبي في كندا. نشط حزبياً في الحزب الليبرالي الكندي. في الانتخابات الفيدرالية الكندية 2015، انتخب عضو مجلس العموم الكندي عن دائرة Shefford (federal electoral district) ‏ وقد انضم خلال فترته النيابية ‏ (19 أكتوبر 2015 – ) للكتلة البرلمانية الحزب الليبرالي الكندي.

## وصلات خارجية
- الموقع الرسمي